# 米沢富美子記念賞
米沢富美子記念賞（よねざわふみこきねんしょう）は、女性会員の物理学分野における活動を讃え、奨励することを目的として、2019年に創設された賞である。日本物理学会により授与され、物理学における優れた研究成果を挙げた女性物理学者を対象とする。

## 概要
米沢富美子記念賞は、女性物理学者の先駆者であり、女性初の日本物理学会長（第52期）であった米沢富美子の業績を称え、彼女の名を冠して設立された。米沢は、コヒーレントポテンシャル近似や、金属絶縁体転移の理論などに多大な貢献をしており、この賞は彼女の精神を受け継ぎ、次世代の女性物理学者を支援することを目的としている。

## 対象
物理学分野の発展に顕著な功績があった女性科学者。特に、最終学位取得後15年以内の者に限定される。

## 歴史
2019年に日本物理学会によって設立され、以来毎年、物理学分野で卓越した成果を挙げた女性研究者に授与されている。

## 受賞者
- 第1回（2020年）[1]
  - 川口由紀 - 名古屋大学大学院工学研究科
「内部自由度を持った原子気体ボース・アインシュタイン凝縮体の理論研究」
  - 所裕子 - 筑波大学数理物質系
「相転移特性にもとづく新機能物性の開拓」
  - 馬場彩 - 東京大学理学系研究科
「X線・ガンマ線観測による高エネルギー宇宙線の起源とその加速機構の解明」
  - 宮原ひろ子 - 武蔵野美術大学造形学部
「太陽活動極小期における宇宙線強度変動の研究および過去の宇宙線変動復元のための新手法開拓」
  - 柳澤実穂 - 東京大学大学院総合文化研究科
「細胞の構造と機能の物理学：実空間モデリング」

- 第2回（2021年）[2]
  - 中浜優 - 名古屋大学素粒子宇宙起源研究所
「素粒子標準理論を超えた新しい素粒子現象の解明」
  - 南谷英美 - 分子科学研究所
「ナノスケール磁性およびフォノンの計算物質科学研究」
  - 横田紘子 - 千葉大学大学院理学研究院
「フェロイック物質のナノヘテロ構造とその境界が発現する新しい機能」
  - 渡辺寛子 - 東北大学ニュートリノ科学研究センター
「地球ニュートリノ観測による地球内部理解」

- 第3回（2022年）[3]
  - 岩田夏弥 - 大阪大学高等共創研究院
「高強度光が駆動する高エネルギー密度プラズマダイナミクスの理論的研究」
  - 高瀬恵子 - NTT物性科学基礎研究所
「新奇半導体材料における量子輸送およびスピン軌道相互作用制御の研究」

- 第4回（2023年）[4]
  - 高木里奈 - 東京大学大学院工学系研究科
「特異な磁気状態を示す多軌道強相関電子系の新物質開拓」
  - 竹森那由多 - 大阪大学量子情報・量子生命研究センター
「特異電子構造を持つ系における強相関多体効果の理論的研究」
  - 谷口七重 - 高エネルギー加速器研究機構
「素粒子標準模型を超える新物理探索の推進」

- 第5回（2024年）[5]
  - 有賀智子 - 九州大学基幹教育院
「コライダーを用いた3世代高エネルギーニュートリノ実験の開拓」
  - 榮永茉利 - 大阪大学基礎工学研究科
「高圧力下で高い超伝導転移温度を示す水素化物の実験的研究」
  - 田財里奈 - 京都大学基礎物理学研究所
「電子相関と幾何学的フラストレーションに由来する新規量子相転移の理論研究」